# Micaria aborigenica
Micaria aborigenica är en spindelart som beskrevs av Mikhailov 1988. Micaria aborigenica ingår i släktet Micaria och familjen plattbuksspindlar. Inga underarter finns listade i Catalogue of Life.